# Municipio de Laurel Hill
El municipio de Laurel Hill (en inglés: Laurel Hill Township) es un municipio ubicado en el  condado de Scotland en el estado estadounidense de Carolina del Norte. En el año 2010 tenía una población de 3.245 habitantes.

## Geografía
El municipio de Laurel Hill se encuentra ubicado en las coordenadas 34°51′0.57″N 79°28′21.16″O / 34.8501583, -79.4725444.